# Relicto (biología)
En biología, un relicto se refiere a los remanentes supervivientes de asociaciones biológicas, o a especies vivas, con una distribución muy reducida por causas naturales, comparada con la que anteriormente tuvieron. Muchas especies actualmente en peligro de extinción han sido convertidas en relictas por el ser humano.

## Definición
En biología, un relicto es un organismo que en otro tiempo fue abundante en una gran área, y que ahora está solo en pequeñas áreas. La distribución de un relicto está caracterizada como endémica.
Las especies relictas son especies que se encuentran en un estado de retrogresión. No se han originado necesariamente en donde se observan actualmente como endémicas, sino que es el último reducto donde quedan vivas. Existen muchas especies vivas que destacan, no por su abundancia, sino por esta escasez.
Como consecuencia de cambios climáticos o de la aparición de nuevas especies predadoras o competitivas se producen cambios en el medio físico local: falta de seguridad, enfermedades, predación, cambios de temperatura, cambios en la humedad del suelo, distinta luminosidad, etc., que pueden tener efectos muy perjudiciales sobre las especies con menor amplitud ecológica o sobre aquellas que presentan una distribución muy fragmentada, o son muy poco abundantes por su alta especialización ecológica o por cualquier otro motivo.
Los bosques relictos, por ejemplo, son aquellos que quedan como vestigio de algún tipo de flora o comunidad vegetal y animal (porque llevan una fauna animal asociada) que alguna vez hubo en zonas más extensas y que en el presente solo está una muestra de vegetación en un área reducida comparada con lo que en el pasado ocupó.
Endemismo es un término utilizado en biología para indicar que la distribución de un taxón está limitado a un ámbito geográfico reducido, no encontrándose de forma natural en ninguna otra parte del mundo. Por ello, cuando se indica que una especie es endémica de cierta región, significa que solo es posible encontrarla de forma natural en ese lugar.
El endemismo puede considerarse dentro de un abanico muy amplio de escalas geográficas: así, un organismo puede ser endémico de una cima montañosa o un lago, de una cordillera o un sistema fluvial, de una isla, de un país o incluso de un continente.

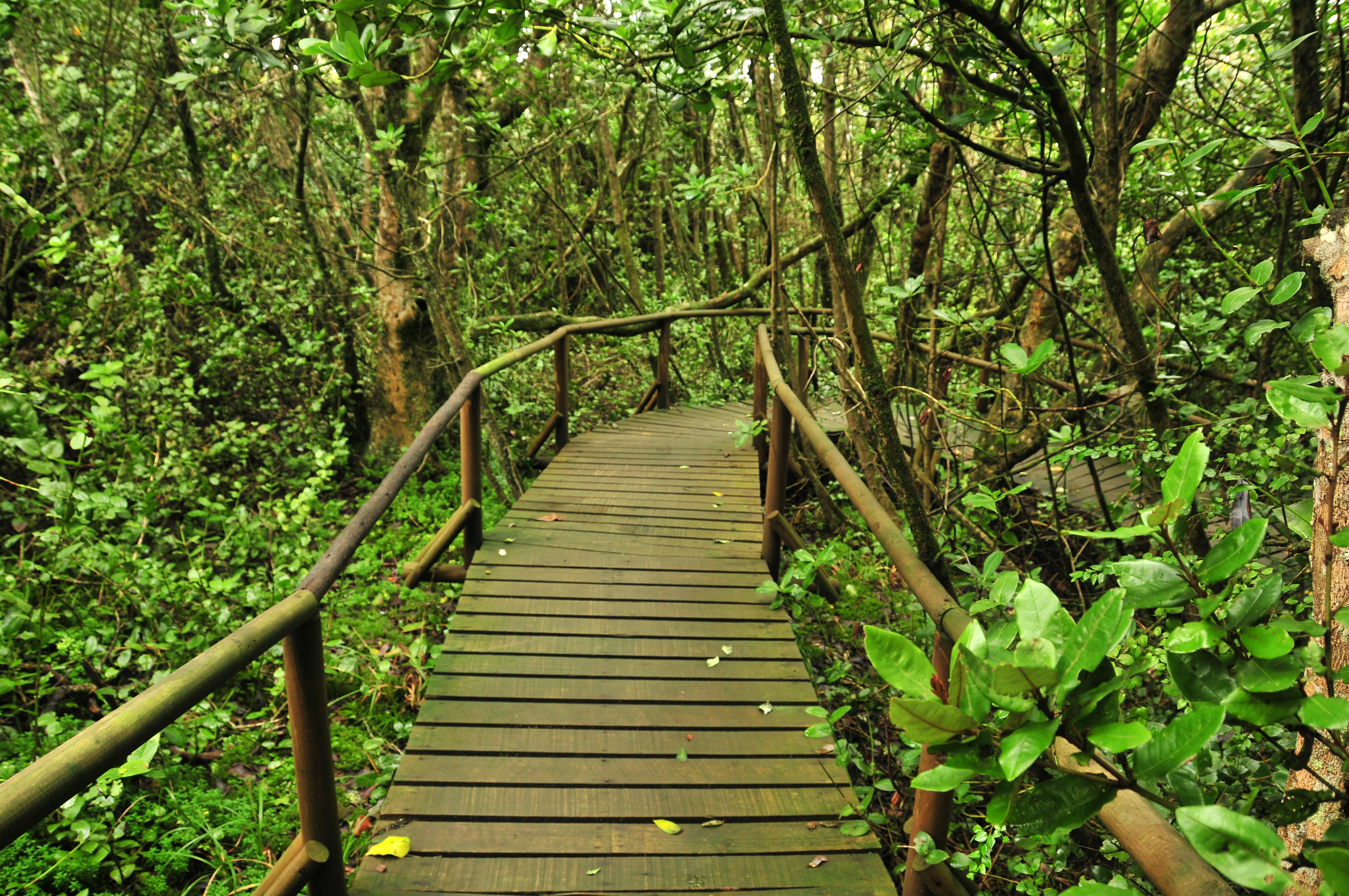
Sendero del Parque nacional Bosque Fray Jorge, lugar de especies consideradas relictas en el Norte Chico chileno.

## Ejemplos
El reptil tuátara y la planta Cycas son ejemplos de relictos. Aquel vive solo en pocas y pequeñas islas de Nueva Zelanda, y éstas fueron muy corrientes durante la Era Mesozoica, en especial en el período jurásico. De hecho este período es conocido como la «edad de las Cycas». En la actualidad, únicamente crecen en las zonas tropicales y subtropicales. En las Islas Canarias, se puede encontrar el caso del drago y el bosque de Laurisilva (formación boscosa terciaria).
Limulus polyphemus (queliceraceo, artrópodo), es un ejemplo de este tipo de relicto; están emparentados con los euriptéridos, que se extinguieron en la extinción masiva del Pérmico-Triásico.
Otro ejemplo bien conocido de especie relictual es Gingko biloba, el único miembro viviente de Ginkgoales que estaba ampliamente difundido en el Mesozoico.